# جامعة بوليتكنك فلسطين
جامعة بوليتكنك هي جامعةٌ فلسطينية تقع في مدينة الخليل جنوبي فلسطين، (في منطقة واد الهرية وأبو رمان). تأسست عام 1978 ميلاديًا من قبل رابطة الجامعيين في الخليل.

## نبذة تاريخية
تأسست جامعة بوليتكنيك فلسطين عام 1978م بمبادرة من (رابطة الجامعيين لمحافظة الخليل) بصفتها كلية فنية هندسية، تمنح درجة الدبلوم ذو الثلاث سنوات في مجال التعليم التقني لتخصصات الهندسة الكهربائية والميكانيكية والمدنية والعمارة، إلى أن غُيّر البرنامج إلى سنتين دراسيتين عام 1982. بدءاً من العام 1991، أصبحت الجامعة تمنح درجة البكالوريوس في الهندسة الميكانيكية وأنظمة الحاسوب، كماأُنشئت كلية المهن التطبيقية التي تمنح درجة الدبلوم لحوالي خمسة وعشرين تخصصا وانطلق برنامج الطب البشري نواة كلية الطب وعلوم الصحة ليكون الأول في محافظة الخليل. طرحت الجامعة عام 2006م برامج الدراسات العليا في الرياضيات التطبيقية والميكاترونكس والمعلوماتية، ودرجة الماجستير في التقانة الحيوية بالاشتراك مع جامعة بيت لحم، وفي الهندسة الكهربائية بالاشتراك مع جامعة بيرزيت، والطاقة المتجددة بالاشتراك مع جامعة القدس، وبرنامج ماجستير العمارة المستدامة وبرنامج الماجستير في تخصص الأنظمة الذكية، بالإضافة لتخصص المحاسبة والتمويل المشترك مع جامعة القدس المفتوحة، وبرنامج ماجستير العلوم الإدارية. أطلقت الجامعة درجة الدكتوراه في هندسة تكنولوجيا المعلومات عام 2018م. جامعة بوليتكنك فلسطين عضو في مؤتمر رؤساء الجامعات الفلسطينية وعضو في اتحاد الجامعات العربية وكذلك في الجامعات الإسلامية وفي مجلس التعليم العالي الفلسطيني.

## الحرم الجامعي
تقع الجامعة في مدينة الخليل ويتوزع الحرم الجامعي في مناطق مميزة من المدينة في أحياء وادي الهرية ومنطقة أبو رمان والمستشفى الجامعي في منطقة نمرة.

### منطقة وادي الهرية
يضم المباني A وB وC لجامعة بوليتكنيك فلسطين وتحوي:
- المبنى A: يضم كلية المهن التطبيقية وعدة مختبرات حاسب وعمادة كلية المهن التطبيقية، وعدد من القاعات التدريسية ومكاتب المدرسين.
- المبنى B: كلية الهندسة والتكنولوجيا وكلية العلوم الانسانية وكلية العلوم التطبيقية.
- المبنى C: ادارة الجامعة ومكاتب رئيس الجامعة ونوابه وكلية تكنولوجيا المعلومات وهندسة الحاسوب وكلية التمريض،ومكتبة الجامعة والمستودع
- مبنى منيب المصري للتميز والإبداع: مركز الرخام والحجر.

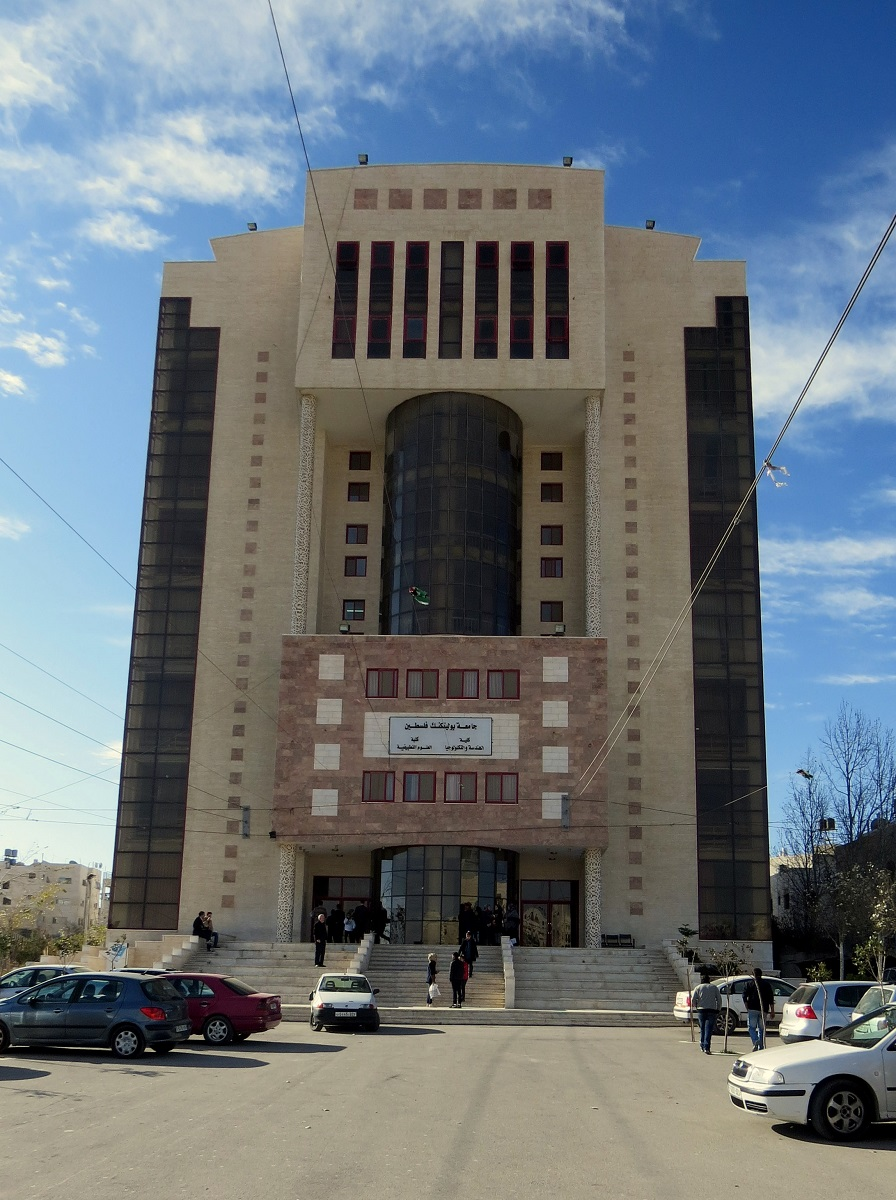
كلية الهندسة والعلوم التطبيقية للجامعة في واد الهريا

- مبنى كلية الهندسة: مكتب عمادة البحث العلمي ودائرة الهندسة الميكانيكية ودائرة الهندسة الكهربائية ومختبرات تابعة للدائرتين وقسم الهندسة المعمارية والمدنية.
- مبنى كلية العلوم التطبيقية.
- المبنى C: كلية تكنولوجيا المعلومات وهندسة الحاسوب، ومكاتب التسجيل والمالية ومكتب رئيس الجامعة ومكتب مدير رئيس الجامعة وغيرها من المكاتب الإدارية في الجامعة. ونقلت المكتبة الخاصة بمباني وادي الهرية في الأول من سبتمبر عام 2011 إلى الطابق الأرضي من هذا المبنى.

### منطقة أبو رمان
يضم الحرم الجامعي عدة مباني هي:
- مبنى كلية العلوم الإدارية ونظم المعلومات
- مبنى المركز الوطني الفلسطيني الكوري لأبحاث التكنولوجيا الحيوية وبرنامج الطب البشري المشترك.
- مبنى مركز أصدقاء فوزي كعوش لتكنولوجيا المعلومات، ودائرة التعليم المستمر.

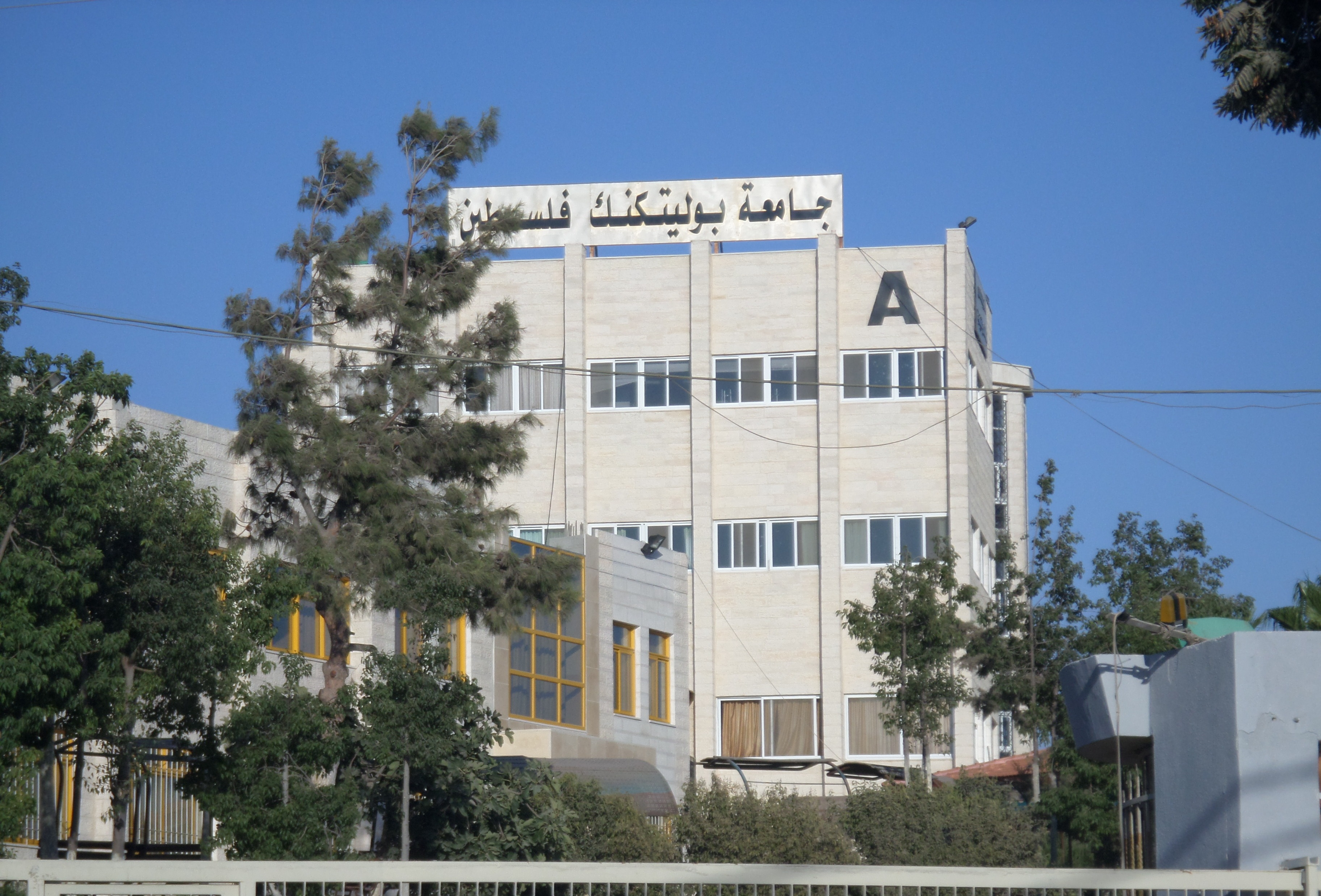
جامعة بوليتكنك فلسطين المبنى أ - مدينة الخليل

## الكليات الجامعية

### كلية الهندسة
نبذة عن الكلية
تتبوأ كلية الهندسة موقعاً ريادياً في التعليم الهندسي في فلسطين وتجلى ذلك في نوعية البرامج المطروحة وتميز كادرها الأكاديمي والإداري إضافة إلى المختبرات التي تنافس نظيراتها في المنطقة من حيث العدد والمساحات والتجهيزات. وتلبية لاحتياجات السوق ورفده بالمتخصصين عملت كلية الهندسة على تصميم وطرح برنامجاً هندسياً متخصصاً يجمع بين الأساس النظري والجانب العملي التطبيقي تتوزع على أربعة دوائر وأقسام.
تمنح الكلية درجة البكالوريوس في التخصصات التالية:

### دائرة الهندسة الكهربائية

#### هندسة الطاقة الكهربائية
لمحة عن التخصص
انطلق تخصص هندسة تكنولوجيا الطاقة في العام الأكاديمي 2010/2011 حيث يهدف إلى اعداد خريج متخصص في مجال هندسة القوى الكهربائية وأنظمة الطاقة المتجددة، ويتميز التخصص بجمعه بين أنظمة توليد الطاقة التقليدية (الفحم، الديزيل، الغاز....) والأنظمة الحديثة في توليد الطاقة الكهربائية من خلال الألواح الشمسية والتوربينات الهوائية، وذلك تماشيا مع التوجه العالمي للطاقة النظيفة وتقليل التلوث البيئي وإنبعاث غاز ثاني أكسيد الكربون. تمتد الدراسة في هذا البرنامج لمدة خمس سنوات بواقع 165 ساعة معتمدة.
أهداف التخصص
تتزايد أهمية هندسة تكنولوجيا الطاقة مع تقدم الحاجة إلى مصادر طاقة جديدة ونظيفة وتقليل الخسائر الناتجة عن استخدام الطرق التقليدية وتقليل التلوث الناتج عنها، ويتم تغطية هذه الأهداف من خلال:
1. إتاحة فرص عمل نادرة لطلبة الهندسة الكهربائية في عدة مسارات متخصصة وهي: مصادر الطاقة المتجددة، أنظمة الطاقة المتجددة، نقل وتوزع الطاقة الكهربائية، اقتصاديات الطاقة الكهربائية، سكادا وشبكات صناعية، وترشيد استهلاك الطاقة.
2. خدمة قطاع الطاقة الفلسطيني من خلال تزويده بكوادر بشرية ذات مهارة وخبرة عملية متميزة.
3. تهيئة الطالب لاستكمال دراسته في إحدى ; مجالات تكنولوجيا الطاقة الكهربائية.
4. تنظيم قطاع الطاقة الفلسطيني من خلال رفده بكوادر بشرية متميزة.
5. العمل في المكاتب ومؤسسات الطاقة الهندسية والإستشارية.

مجالات العمل للخريجين
1. نقل وتوزيع الطاقة الكهربائية (شركات التوزيع).
2. أنظمة توليد ونقل الطاقة الكهربائية المتجددة.
3. وحدات الصيانة التابعة لشركات وتوزيع الطاقة والبلديات.
4. التمديدات المنزلية والصناعية وفي المكاتب الهندسية.
5. التجارة الهندسية ذات العلاقة بقطاع الطاقة.
6. سلطة الطاقة الفلسطينية والمدارس المهنية والمستشفيات وكل مؤسسة تحتاج إلى طاقة الكهربائية.

#### هندسة الاتصالات والإلكترونيات
لمحة عن التخصص
في مطلع العام الأكاديمي 2006/2007، تأسس تخصص هندسة الاتصالات. يركز التخصص على ; مجالات الاتصالات والإلكترونيات بما يحويه من مساقات تخصصية مختارة بعناية شديدة لتلبي احتياجات المجتمع الفلسطيني من المهندسين في هذه المجالات، وبما يحقق للخريجين فرص عمل وفيرة في السوق المحلي والعربي والدولي. تمتد الدراسة في هذا البرنامج لمدة خمس سنوات بواقع 164 ساعة معتمدة.
أهداف التخصص
1. تزويد القطاعات التي تقدم خدماتها في ; مجالات الاتصالات (السلكية واللاسلكية) والبث المرئي والمسموع وشبكات الحاسوب بكادر هندسي يتمتع بمهارات نظرية وعملية قادرا على تطوير هذه القطاعات بوضع البنية الأساسية لاستحداث قطاعات اتصال جديدة مبنية على قواعد علمية وهندسية حديثة بما يؤهل فلسطين بالالتحاق بالركب العلمي العالمي في مجال الاتصالات ومواكبة تطوراته.
2. تنمية وتطوير القطاع الخاص بكفاءات هندسية ماهرة قادرة على بناء كيان وظيفي مستقل في مجال الاتصالات مثل صيانة وتطوير أجهزة الاتصالات المختلفة.
3. المساهمة في تطوير الطاقات البشرية الفلسطينية بتوفير خريجين في تخصصات هندسية حديثة وعلى مستوى عالمي متقدم.
4. تخريج مهندسي اتصالات وإلكترونيات مؤهلين لمواصلة مسيرتهم الأكاديمية في هذا المجال لتزويد القطاع الأكاديمي الفلسطيني والإقليمي بأكاديميين من حملة الشهادات العليا في هذا المجال.

مجالات العمل للخريجين
1. شركات الاتصالات المختلفة.
2. تصميم وتركيب شبكات الحاسوب السلكية واللاسلكية في مختلف المجالات.
3. شبكات الحاسوب.
4. مراكز الصيانة.
5. استيراد وتسويق أجهزة الاتصالات الخلوية.
6. تصميم أجهزة الاتصالات.
7. خدمات اتصالات الإنترنت.
8. تصميم وإدارة شبكات الحواسيب اللاسلية.
9. إنشاء شركات صغيرة لخدمات الاتصالات.
10. مختبرات الجامعات والمراكز الدراسية والبحثية.
11. الوزارات والدوائر الحكومية، والمؤسسات المحلية المختلفة.
12. الدراسات العليا.

#### هندسة الاجهزة الطبية
لمحة عن التخصص
يعد تخصص هندسة الأجهزة الطبية ثالث تخصصات دائرة الهندسة الكهربائية من حيث الافتتاح، حيث تم البدء في تطبيق البرنامج في عام 1997م. وقد تم إعداد خطته التعليمية لإعداد مهندسين كهربائيين متخصصين في تصميم وتطوير وفحص الأجهزة الطبية لخدمة المجتمع الفلسطيني. تمتد الدراسة في هذا البرنامج لمدة خمس سنوات بواقع 162 ساعة معتمدة.
أهداف التخصص
1. إعداد مهندسين مؤهلين ومزودين بالمعرفة العلمية المتخصصه في مجال تصميم وتطوير وفحص وصيانة الأجهزة الطبية.
2. خدمة القطاع الصحي من خلال تزويده بمهندسين متميزين قادرين على تلبية احتياجات سوق العمل.
3. إعداد خريجين متميزين لديهم المهارات اللازمة للقبول في الدراسات العليا.
4. تعزيز الشراكة بين الجامعة ومؤسسات القطاع الصحي المختلفة لتنمية المجتمع.

مجالات العمل للخريجين
1. أقسام الصيانة في المستشفيات والمراكز الصحية.
2. شركات توريد الأجهزة والمعدات الطبية.
3. المؤسسات الصناعية والتجارية ذات العلاقة بإنتاج وإدارة وتسويق الأجهزة والأدوات الطبية.
4. المؤسسات الصناعية والتجارية ذات العلاقة بالهندسة الكهربائية.
5. المؤسسات الحكومية المختلفة كالوزارات.
6. الجامعات والمؤسسات التعليمية.

#### هندسة الاتمتة الصناعية
لمحة عن التخصص
انطلق برنامج هندسة الأتمتة الصناعية في عام 1994م كثاني تخصص في دائرة الهندسة الكهربائية. وتركزت أهدافه على توفير الكوادر الهندسية اللازمة لدعم الصناعة في فلسطين وإعداد المهندسين لتصميم وتشغيل وتطوير أنظمة التحكم والأنظمة الصناعية باستخدام أحدث تقنيات التحكم الآلي التقليدي والمحوسب. تمتد الدراسة في هذا البرنامج لمدة خمس سنوات بواقع 165 ساعة معتمدة.
أهداف التخصص
يهدف هذا البرنامج إلى تخريج مهندسين يكون بمقدرتهم التحكم بأنظمة القيادة الكهربائية الآلية المختلفة بواسطة الكمبيوتر عن طريق برمجة دوائر التحكم المختلفة لهذه الأنظمة باستخدام لغات خاصة بذلك.
مجالات العمل للخريجين
1. المصانع الغذائية والبتروكيماويات.
2. الخطوط الإنتاجية بكافة أنواعها.
3. ورش تصنيع الحجر والرخام.
4. المصاعد والأدراج الكهربائية.
5. مساعد بحث وتدريس في الجامعات والمعاهد التقنية والمؤسسات الأكاديمية.
6. إشراف هندسي في المكاتب والمقاولات الهندسية.
7. التجارة الهندسية: مهندس مبيعات تقنية.

#### هندسة الأنظمة والأجهزة الذكية
لمحة عن التخصص
في ظل التطور التكنولوجي المتسارع والقائم على الذكاء الصناعي وإنترنت الأشياء والأجهزة الذكية، أصبح من الضروري وجود مهندسين قادرين على العمل في مجال تصميم الأنظمة الكهربائية والإلكترونية الذكية المتقدمة. خريجو هذا التخصص سيكون لديهم المعرفة والخبرة المتكاملة في استخدام الذكاء الصناعي، إنترنت الاشياء، شبكات البيانات والاتصالات، تحليل البيانات الضخمة، الإلكترونيات الرقمية، الأنظمة المضمنة واستخدامها في تصميم الأجهزة الإلكترونية الذكية وتطبيقات المدن الذكية والثورة الصناعية الرابعة والتحكم الرقمي واستخدامات الإنسان الآلي. كذلك يشمل هذا التخصص على مهارات متنوعة في البرمجة وتطبيقات المحمول وربطها بالأجهزة الذكية والخدمات على الأجهزة السحابية وتصميم شبكات الجهد المنخفض.
أهداف التخصص
1. امتلاك المعرفة والمهارات العلمية في مجال الهندسة الكهربائية.
2. القدرة على صيانة وتصميم وابتكار وتنفيذ الاجهزة الكهربائية المنزلية
3. القدرة على دمج الاجهزة الكهربائية في الانظمة الذكية
4. توظيف الذكاء الصناعي وإنترنت الاشياء لإنتاج انظمة واجهزه كهربائية ذكية
5. المهارة البرمجية الكافية لتحقيق الاهداف السابقة

مجالات العمل للخريجين
1. صيانة وتطوير الأجهزة الكهربائية والمنزلية
2. تصميم وإنتاج أجهزة كهربائية وإلكترونية ذكية تعتمد على تكنولوجيا إنترنت الأشياء.
3. تطوير برمجيات تعتمد على الذكاء الصناعي وتعلم الآلة.
4. تزويد المؤسسات والمنشاّت العامة والخاصة بأنظمة وأجهزة ذكية.
5. المكاتب الهندسية الإستشارية.
6. التعليم ونقل الخبرات من خلال الجامعات والمعاهد ومراكز التدريب

### دائرة الهندسة الميكانيكية

#### هندسة السيارات
لمحة عن التخصص
انطلق برنامج هندسة السيارات في عام 1990م كأول تخصص في دائرة الهندسة الميكانيكية. وتركزت أهدافه على خدمة رؤية الجامعة في توفير الكوادر الهندسية اللازمة القادرة على التعامل مع جميع الأنظمة الميكانيكية والتكنولوجية المتطورة وفقاً للمعايير الهندسية المعمول بها في الدول المتقدمة. يأتي ذلك استجابة لحاجة السوق المحلي، حيث أصبحت الاستعانة بالمهندسين المختصين في فروع الهندسة الميكانيكية المختلفة ضرورية لدعم الصناعة في فلسطين. تمتد الدراسة في هذا البرنامج لمدة خمس سنوات بواقع 163 ساعة معتمدة.
أهداف التخصص
1. تخريج مهندسين مؤهلين علميا وثقافيا وأخلاقيا للقيام بدور رئيسي في رفع مستوى مهن الهندسة في مجال اختصاصهم بشكل خاص، ورفع المستوى الاجتماعي والتقني على المستوى الوطني.
2. تزويد الطلبة بجميع العلوم الأساسية في الهندسة الميكانيكية والتخصصية في هندسة السيارات.
3. تأهيل الطلاب لتصميم وتحليل الأنظمة الميكانيكية والحرارية باستخدام المبادئ الهندسية المناسبة.
4. تأهيل الطلبة بالمهارات الضرورية لتنفيذ المشاريع ضمن فريق عمل مختص ومتجانس.
5. تزويد الطلبة بالمهارات اللازمة للاتصال والتطور الذاتي والبحث العلمي

مجالات العمل للخريجين
1. مراكز الصيانة، وكالات السيارات، المدارس الصناعية، معاهد تأهيل السواقيين، وزارة النقل والمواصلات وشركات النقل.
2. تصميم الآلات ضمن مكتب هندسي أو في قطاع الإنتاج.
3. التصميم والإشراف على تنفيذ الأنظمة الميكانيكية.

#### هندسة الميكاترونكس
لمحة عن التخصص
تتعلق هندسة الميكاترونكس بدمج وتكامل كل من الهندسة الميكانيكية والهندسة الإلكترونية إضافة إلى برمجة الحاسوب وهندسة التحكم ضمن اطار موحد بهدف تصميم وتطوير الاجهزة والالات والمعدات التي تتسم بالسرعة والدقة والاداء المميز، ويتضمن ذلك الاجهزة الذكية والالات والانظمة التي تحتوي على المحركات لتحريك الاجزاء الميكانيكية، والمتحكم الدقيق أو الحاسوب للتحكم في حركة الاجزاء، واجهزة القياس والمجسات لرصد حالة النظام وحركته، والإلكترونيات والدوائر الكهربائية لربط اجزاء النظام ببعضها.
أهداف التخصص
1. تخريج مهندسين بمعرفة راسخة بأساليب التصميم المتكامل والمتعدد المحاور في الهندسة الميكانيكية والكهربائية والتحكم والحاسوب.
2. تخريج أفراد قادرين على البحث العلمي وتصميم المنتجات والآلات الذكية ووسائل الإنتاج المتكاملة.
3. تخريج أفراد قادرين على التفاعل المهني والانخراط الفعال مع فريق عمل متعدد التخصصات لحل المشاكل المعقدة ذات الطابع المتعدد الوجوده.
4. تخريج أفراد قادرين على التعلم الذاتي وتطوير أنفسهم والالتزام المهني والاخلاقي تجاه المجتمع.
5. توطيد الشراكة بين دائرة الهندسة الميكانيكية والصناعة لحل المشاكل الصناعية، وإيجاد الحلول لاحتياجات الصناعة المحلية والمستقبلية.

مجالات العمل للخريجين
1. إدارة المصانع، خطوط الإنتاج، صيانة وأتمتة الآلات الصناعية وادارة الجودة.
2. تصميم الآلات ضمن مكتب هندسي أو في قطاع الإنتاج.
3. التصميم والإشراف على تنفيذ الأنظمة الميكانيكية في المشاريع الانشائية.
4. تطوير وتسويق المنتجات الميكاترونيكية.
5. البرمجة والنظم التكنولوجية، في العديد من الصناعات، كالروبوتات والمركبات ذاتية القيادة.
6. تصميم وتطبيق نظم التحكم الرقمية الحديثة والتي تدار عن طريق الحاسوب.

#### هندسة التكييف والتبريد
لمحة عن التخصص
في مطلع العام الأكاديمي 2003، شهدت الدائرة انطلاق تخصص فريد آخر، وهو تخصص التكييف والتبريد. يركز التخصص على تزويد الطلبة بجميع العلوم الأساسية في الهندسة الميكانيكية، والعلوم التخصصية الحديثة في مجال هندسة التكييف والتبريد والتي تشمل أنظمة التحكم عن بعد. لما في ذلك من واجب وطني وأخلاقي وعلمي تجاه المجتمع لرفع المستوى الاجتماعي والتقني والوطني في هذا المجال. تمتد الدراسة في هذا البرنامج لمدة خمس سنوات بواقع 163 ساعة معتمدة.
أهداف التخصص
1. تخريج مهندسين مؤهلين علميا وثقافيا وأخلاقيا للقيام بدور رئيسي في رفع المستوى الاجتماعي والتقني الوطني.
2. تزويد الطلبة بجميع العلوم الأساسية في الهندسة الميكانيكية والتخصصية الحديثة في هندسة التكييف والتبريد التي تشتمل على أنظمة التحكم عن بعد.
3. تأهيل الطلاب لتصميم وتحليل الأنظمة الحرارية والخدماتية للمنشآت العامة والخاصة باستخدام المبادئ الهندسية المناسبة.
4. تأهيل الطلبة بالمهارات الضرورية لتنفيذ المشاريع ضمن فريق عمل مختص ومتجانس.
5. تزويد الطلبة بالمهارات اللازمة للاتصال والتطور الذاتي والبحث العلمي.

مجالات العمل للخريجين
1. التصميم والتنفيذ والاشراف على جميع الأنظمة الميكانيكية في المباني.
2. تصميم وتركيب أنظمة التبريد والتعقيم والبسترة بكافة انواعها.
3. الاشراف على تنفيذ أنظمة التكييف في المباني والوحدات السكنية.
4. الاشراف على تنفيذ التمديدات الميكانيكية في المباني من شبكات مياه وصرف صحي واطفاء حريق.
5. مصانع الأغذية والمستشفيات ومصانع الادوية وغيرها.
6. صيانة وتسويق معدات وانظمة التكييف والتبريد.
7. الدوائر والمؤسسات الحكومية المختلفة من وزارات وبلديات

#### الطاقة المتجددة
لمحة عن التخصص
تم تصميم البرنامج لإعداد الطلاب لمواجهة تحديات التصميم والترويج وتنفيذ هندسة الطاقة المتجددة في الصناعات المتغيرة بسرعة في مجال الطاقة. تشمل موارد الطاقة المتجددة مجمعات الطاقة الشمسية الحرارية، والخلايا الكهروضوئية، وموارد الطاقة الحرارية الأرضية، والطاقة الكهرومائية، وطاقة الرياح وغيرها.
أهداف التخصص:
1. تخريج مهندسين مؤهلين علميا وثقافيا وأخلاقيا للقيام بدور رئيسي في رفع المستوى الاجتماعي والتقني الوطني.
2. تزويد الخريجين بالمعرفة المتقدمة عن أحدث التقنيات لتوليد الطاقة الخضراء. وتشمل هذه التقنيات الخلايا الشمسية، وطاقة الرياح، والوقود الحيوي، والكتلة الحيوية، والغاز الطبيعي.
3. تزويد الخريجين بثلاثة أركان أساسية، هي: الهندسة الميكانيكية، والهندسة الكهربائية، والمعرفة الاقتصادية والادارية. وهذا البرنامج يعدّ الطلاب للعمل في أي مشروع ذي علاقة بالتخزين، والنقل، والتحكم، وتوليد الطاقة المتجددة.
4. اتاحة فرص عمل نادرة لطلبة هندسة الطاقة المتجددة في عدة مسارات متخصصة وهي: مصادر الطاقة المتجددة، أنظمة الطاقة المتجددة، نقل وتوزع الطاقة، اقتصاديات الطاقة المتجددة، سكادا وشبكات صناعية، وترشيد استهلاك الطاقة.
5. تأهيل الطلبة بالمهارات الضرورية لتنفيذ المشاريع ضمن فريق عمل مختص ومتجانس.
6. تزويد الطلبة بالمهارات اللازمة للاتصال والتطور الذاتي والبحث العلمي.

مجالات العمل للخريجين
1. الوقود الحيوي وطاقة الرياح والطاقة الشمسية.
2. شركات الطاقة والكهرباء.
3. الاستشارات وادارة المشاريع الهندسية.
4. التعليم.
5. التسويق

### دائرة الهندسة المدنية

#### هندسة المباني
لمحة عن التخصص
في عام 1995 بدأ التدريس ببرنامج بكالوريوس هندسة مدنية فرع هندسة المباني. حيث يدرس الطالب من خلال هذا التخصص المفاهيم الرئيسية لتصميم المباني وتنفيذها وذلك من النواحي المعمارية والإنشائية والكهربائية والميكانيكية، وتكمن أهمية هذا التخصص في أنه يتعامل وبشكل مباشر مع احتياجات المواطن العادي في مشاريعه الصغيرة (بيوت، منشآت تجارية)، إذ إن مثل هذه المشاريع تغطي ما نسبته 70% من المشاريع الإنشائية في فلسطين. تمتد الدراسة في هذا البرنامج لمدة خمس سنوات بواقع 160 ساعة معتمدة.
أهداف التخصص
1. إعداد مهندس مباني له القدرة على قراءة المخططات الهندسية المعمارية، الإنشائية، الكهربائية والميكانيكية لكي يستطيع أن يعمل مهندس موقع (مهندس منفذ).
2. تلبية حاجة السوق لمهندسين قادرين على تصميم وتنفيذ معظم الأبنية والمشاريع الصغيرة (بيوت ومنشآت تجارية) مع الإلمام بالأساسيات لمعظم الأعمال الهندسية الأخرى.
3. إعداد مهندسين لهم القدرة على التعامل مع نتائج الفحوصات اللازمة للتربة والمتعلقة بتصميم الأساسيات وفحوصات المواد الإنشائية المكونة للمباني للعمل في مراكز فحص المواد

مجالات العمل للخريجين
1. البلديات/ الأقسام الهندسية
2. الوزارات المختلفة وخاصة وزارة الإشغال والإسكان والحكم المحلي والنقل والمواصلات
3. المكاتب الهندسية والاستشارية
4. شركة المقاولات

#### هندسة المساحة والجيوماتكس
لمحة عن التخصص
انطلق البرنامج عام 1998م بانطلاق تخصص فريد من نوعه على مستوى الجامعات المحلية وهو برنامج بكالوريوس في الهندسة المدنية فرع هندسة المساحة والجيوماتكس حيث يتعرف الطالب فيه على الأسس العلمية والهندسية لهذا المجال والتقنيات الحديثة المعمول بها في هذا المجال. تمتد الدراسة في هذا البرنامج لمدة خمس سنوات. وبعد التخرج يصنف الخريج بنقابة المهندسين مهندس مدني بتخصص مساحة وامكانية حصول الخريج على رخصة مساح مرخص من دائرة الأراضي والمساحة التابعة لدولة فلسطين والتي تمكنه من إصدار وتجهيز جميع أنواع مخططات المساحة المختلفة (طابو، تسوية، افراز الأراضي)
أهداف التخصص
1. التعامل مع مساحة وتسجيل الأراضي والمتابعة في الدوائر الرسمية.
2. تنفيذ الأعمال الميدانية وأعمال التصميم والإشراف الخاصة بمشاريع الطرق وكافة مشاريع البنية التحتية.
3. استخدام الأساليب الحديثة في تحديد المواقع باستخدام الأقمار الصناعية، تصميم الخرائط باستخدام الصورة الجوية واستخدام تقنيات نظم المعلومات الجغرافية.
4. تلبية حاجة السوق إلى مهندسين قادرين على بناء الخرائط بالأساليب العلمية الحديثة مثل التصوير الجوي، الاستشعار عن بعد، نظم تحديد الموقع بالأقمار الصناعية، لبناء المشاريع الهيكلية والتفصيلية للمدن.
5. تلبية حاجة السوق لتنفيذ مشاريع تسوية الأراضي ومشاريع الطرق والتي تعتبر حاجة ملحة في فلسطين.

مجالات العمل للخريجين
1. البلديات/ الأقسام الهندسية.
2. الوزارات المختلفة وخاصة وزارة الإشغال والإسكان والحكم المحلي والنقل والمواصلات.
3. هيئة تسوية الأراضي والمياه. المكاتب الهندسية والاستشارية.
4. شركات المقاولات وتنفيذ مشاريع البنى التحتية.
5. دائرة الأراضي والمساحة.
6. الجهاز المركزي للإحصاء بمجال نظم المعلومات الجغرافية وتجهيز الخرائط.

#### هندسة تكنولوجيا البيئة
لمحة عن التخصص
انطلق البرنامج في عام 2011 وتم نقله إلى دائرة الهندسة المدنية والمعمارية في عام 2017 كأحد تخصصات الهندسة المدنية المعترف بها في نقابة المهندسين، ويأتي اطلاق هذا التخصص في ظل الاهتمام العالمي الكبير بموضوع البيئة والمحافظة عليها والحد من المخاطر التي تحيط بها وخاصه ما يتعلق بالتلوث واستنزاف الموارد الطبيعية
أهداف التخصص
1. القدرة على فهم المشاكل البيئية ووضع الحلول الهندسية لها.
2. تصميم وتخطيط المشاريع البيئية المختلفة.
3. تشغيل المحطات البيئية المختلفة والمعدات البيئية.
4. الإشراف على المشاريع البيئية المختلفة وإدارة المؤسسات البيئية المختلفة.
5. القيام بالأبحاث البيئية ومواصلة الدراسات العليا وتعزيز مهارات الاتصال والعمل الفريقي.

مجالات العمل للخريجين
1. الشركات الصناعية في مجال الحماية من التلوث، وتشغيل عمليات التخلص من الملوثات الصناعية والرقابة عليها.
2. الشركات والمكاتب الاستشارية العاملة في ; مجالات حماية البيئة و; مجالات إعداد تقارير تقييم الأثر البيئي.
3. الشركات العاملة في مجال تكنولوجيا المياه ومعالجتها والبحث عن مصادرها.
4. مراكز الأبحاث الناشطة في ; مجالات البيئة والمصادر الطبيعية.
5. الدوائر الحكومية والوزارات المتعلقة في عملها بشؤون البيئة والطاقة والمصادر الطبيعية.
6. المراكز البيئة التابعة للمؤسسات الحكومية والعامة مثل البلديات والصحة والمياه والزراعة والبيئة.
7. محطات معالجات المياه العادمة ومياه الصرف الصحي
8. محطات معالجة المياه الصناعية مثل معالجة المياه في مناشير الحجر وفي مدابغ الجلود.
9. محطات معالجة النفايات الصلبة وتدويرها وإدارة محطات جمع المخلفات.
10. المكاتب الهندسيه في مجال الهندسة المدنيه وهندسة البيئة

#### هندسة مدنية وبنى تحتية
لمحة عن التخصص
يهتم هذا التخصص بكل ما يتعلق بالبنى التجتية للمدن والضواحي السكنية، المجمعات التجارية والسكنيه والمدارس والمستشفيات ومشاريع الطرق الدولية والمحلية والزراعية وإقامة الجسور والعبارات والأنفاق والمعابر الدولية المتواصلة مع الدول المجاورة وفق معايير دولية متعارف عليها. وعلى مشاريع المياه سواء ما تعلق منها بالبحث عن الينابيع ومصادر المياه الجوفية أو تحلية مياه البحر أو إقامة السدود والخزانات الضخمة أو حفر آبار مياه الجمع ومشاريع الري وتمديدات مياه الشرب وغيرها. ومشاريع الصرف الصحي وما يتعلق باستخداماته لأغراض الزراعة والصناعة وكذلك تصميم احواض المعالجة وتكرير المياه العادمه والاستفادة منها
أهداف التخصص
1. توفير خريجين مؤهلين في مجال الطرق والبنية التحتية لسد الثغرة الكبيرة التي يُعاني منها هذا التخصص في فلسطين.
2. خلق فرص عمل لخريجي البرنامج بعيدة عن فرص العمل التقليدية للمهندس المدني.
3. المساهمة في تأهيل الطرق والبنى التحتية في فلسطين والمحافظة على ديمومتها.
4. توفير الفرصة لطلبة فلسطين لدراسة هذا التخصص في داخل الوطن وعدم الهجرة للخارج للدراسة لتقليل التكلفة والأعباء المادية على الأهل والاقتصاد الوطني

مجالات العمل للخريجين
1. الوزارات المختلفة: تخطيط، أشغال عامة، نقل ومواصلات، حكم محلي، سلطة المياة، سلطة البيئة.
2. المجلس الفلسطيني للتنمية والإعمار (بكدار).
3. المجالس البلدية ومجالس الخدمات المشتركة.
4. شركات التعهدات والمقاولات المتخصصة بمشاريع الطرق والبنية التحتية.
5. المكاتب الهندسية المصنفة كمكاتب تصميم طرق ومياه ومجاري ودراسات بيئية.
6. الشركات والمؤسسات الدولية العاملة في فلسطين والشرق الأوسط والمتخصصة بمشاريع الطرق والمياه والمجاري والبيئة والبنى التحتية.
7. مجال الدراسات العليا والعمل الأكاديمي.

### دائرة الهندسة المعمارية

#### هندسة معمارية
لمحة عن التخصص
في العام 2003م بدأ التدريس في برنامج بكالوريوس الهندسة المعمارية، وهو تخصص مميز في كلية الهندسة حيث أن طلبة هذا التخصص يُتوقع أن يقوموا بعدة أمور من أهمها: تهيئة البنية التحتية لمنطقة الجنوب الفلسطيني من أجل المساهمة في النهضة العمرانية للمنطقة. التصدي للتحدي الحضاري الذي تواجهه منطقة الخليل وذلك بوجود المستوطنات الإسرائيلية داخلها وذلك بالمحافظة على التراث وفهم التاريخ وتنمية المنطقة لتقف نداً قوياً لسياسات التهويد. كما أن عمارة المنطقة ما زالت في أطوارها الأولى فهي أشبه بالصناديق المغلقة بعيدة كل البعد عن فنون العمارة حتى الإسلامية منها حيث تقع مسؤولية توجيه العمارة في منطقتنا على عاتق المهندس المعماري. وتمتد الدراسة في هذا البرنامج لمدة خمس سنوات بواقع 162 ساعة معتمدة.
أهداف التخصص
1. تطوير قدرات الطالب على فهم واستخدام الأدوات المختلفة في مجالي الرسم والتصميم المعماري.
2. تطوير مفاهيم العمارة والعمران وعمارة المشهد الحضري لدى الطالب وتنمية قدراته على إدراك العوامل المؤثرة فيها، بوصفها نتاج حضري يتبع احتياجات المجتمع المتجددة.
3. القدرة على فهم توجهات وطرز العمارة في العصور التاريخية المختلفة، واستخدام ذلك في نقد الاتجاهات المعمارية الحديثة والمعاصرة وتحليلها والاستفادة منها، وربطها باحتياجات المجتمع والتطورات التكنولوجية.
4. تنمية فكر الطالب ومعرفته في حقل التصميم المعماري والعمراني.
5. تعليم الطالب الأُسس اللازمة لتدوين المعالم المعمارية والعمرانية.
6. تعزيز مهارات الطالب في الإخراج والتصميم الجرافيكي والفنون المرئية والبصرية.

مجالات العمل للخريجين
1. العمل في مجال التصميم المعماري لجميع أنواع المباني والمنشآت في السوق المحلي والإقليمي والدولي (مباني سكنية، عامة، ادارية وتجارية، صحية، ثقافية، صناعية)
2. العمل في مجال تصميم الساحات العامة والحدائق والفراغات المفتوحة.
3. العمل في مجال التخطيط الحضري والعمراني بكافة جوانبه.
4. إعداد المخططات التنفيذية للمشاريع المختلفة.
5. العمل في التصميم الجرافيكي والفنون المرئية والبصرية.
6. تأهيل المباني والمجمعات العمرانية التاريخية وتطويرها.
7. العمل في مجال التصميم العمراني كمشاريع الإسكان والمناطق السياحية والترفيهية.
8. تكون المؤسسات المتاحة لهكذا أعمال هي الوزارات المختلفة وخاصة وزارة الأشغال والإسكان والحكم المحلي والنقل والمواصلات، المكاتب الهندسية والاستشارية، شركات المقاولات.

#### الهندسة المعمارية/ العمارة الداخلية والديكور
لمحة عن التخصص
يرتكز هذا البرنامج على دراسة الهندسة المعمارية بشكل عام وفهم جميع أساسياتها والتعمق في صلب التصميم الداخلي والديكور بحيث يتيح للخريج اكتساب مهارات تجعله قادراً على تصميم وتنفيذ المبنى من بداية التصميم المعماري لغاية مرحلة التصميم الداخلي والديكور لجعل الترابط وثيق ما بين الداخل والخارج والأخذ بعين الاعتبار كل التفاصيل الهندسية من البداية.
يتيح البرنامج للخريج دراسة جودة البيئة الداخلية وربطها في التصميم الداخلي والتصميم المعماري ليكون المبنى صحي ومريح للمستخدمين من حيث التهوية والإنارة الطبيعية والارتياح الحراري والبصري والصوتي خصوصاً في المباني العامة وغيرها.
أهداف التخصص
1. تطوير قدرات الطالب في المهارات والأساليب الهندسية المتعلقة بالعمارة الداخلية والديكور من حيث التصميم والدراية بالمواد المستخدمة للتشطيب واليات التنفيذ وأيضاً فهم واستخدام الأدوات المختلفة في مجالي الرسم والتصميم المعماري.
2. تطوير مفاهيم العمارة والعمران وعمارة المشهد الحضري لدى الطالب.
3. القدرة على فهم توجهات وطرز العمارة في العصور التاريخية المختلفة، واستخدام ذلك في نقد الاتجاهات المعمارية الحديثة والمعاصرة وتحليلها والاستفادة منها، وربطها باحتياجات المجتمع والتطورات التكنولوجية.
4. تنمية فكر الطالب ومعرفته في حقل التصميم المعماري والعمراني.
5. تعليم الطالب الاُسس اللازمة لتدوين المعالم المعمارية والعمرانية.
6. تعزيز مهارات الطالب في الإخراج والتصميم الجرافيكي والفنون المرئية والبصرية

مجالات العمل للخريجين
1. العمل في مجال التصميم المعماري والعمارة الداخلية والديكور لجميع أنواع المباني والمنشآت في السوق المحلي والإقليمي والدولي (مباني سكنية، عامة، إدارية وتجارية، صحية، ثقافية، صناعية)
2. العمل في مجال تصميم الساحات العامة والحدائق والفراغات المفتوحة.
3. إعداد المخططات التنفيذية للمشاريع المختلفة.
4. العمل في التصميم الجرافيكي والفنون المرئية والبصرية.
5. تأهيل المباني والمجمعات العمرانية التاريخية وتطويرها.
6. تكون المؤسسات المتاحة لهكذا أعمال هي الوزارات المختلفة وخاصة وزارة الإشغال والإسكان والحكم المحلي والنقل والمواصلات، المكاتب الهندسية والاستشارية، شركات المقاولات.

## كلية تكنولوجيا المعلومات وهندسة الحاسوب

### لمحة عن الكلية
أُنشئت هذه الكلية عام 2012، لتنسجم مع إستراتيجيات الجامعة في رفع مستوى تخصصات الحاسوب وتكنولوجيا المعلومات والاستفادة منها في خدمة المجتمع في جوانب عدة مثل الصحة والتعليم والبيئة والصناعة والتجارة والزراعة وذلك عن طريق التركيز على نوعية الخريج، ومن جهة أخرى النهوض بالبحث العلمي في المجالات المتعلقة بتخصصات الحاسوب عن طريق إنشاء مجموعات بحثية تعمل على تقديم حلول فعالة في الجوانب المذكورة.
تمنح الكلية درجة البكالوريوس في التخصصات التالية:

#### هندسة الحاسوب
لمحة عن التخصص
تم افتتاح هذا البرنامج عام 1990. وكانت جامعة البوليتكنك بذلك الجامعة الأولى في الوطن العربي التي تفتتح مثل هذا التخصص. وقد جاء هذا التخصص استجابة للتطور السريع في عالم الحاسوب واستخدامه وللثورة التكنولوجية السريعة في العالم. تمنح الخطة الدراسية لطلاب هذا التخصص امكانية دراسة نظام الحاسوب بمكوناتة الأساسية: المادية Hardware والبرمجية Software بشكل متوازن.
أهداف التخصص
1. تخريج مهندسي حاسوب مؤهلين للتعامل مع أنظمة الحاسوب وتطبيقاتها المادية والبرمجية.
2. تزويد المجتمع الفلسطيني بمهندسي حاسوب قادرين على تمكين فلسطين من الالتحاق بالركب العلمي العالمي في مجال الحاسوب ومواكبة تطوراته.
3. تزويد المجتمع الفلسطيني بالمؤهلين أكاديميا وعمليا بوضع وتحقيق خطط لحوسبة الأمور الإدارية والمالية الخاص بالمؤسسات والدوائر المحلية والإقليمية وذلك على أساس علمي وهندسي متطور.
4. تنمية وتطوير المجتمع الفلسطيني والقطاع الخاص بكفاءات هندسية ماهرة قادرة على إيجاد كيان وظيفي مستقل في مجال صيانة وبرمجة الحاسوب.
5. المساهمة في تطوير الطاقات البشرية الفلسطينية بتوفير خريجين في تخصصات هندسية حديثة وعلى مستوى عالمي متقدم.
6. تخريج مهندسي حاسوب مؤهلين لمواصلة مسيرتهم الأكاديمية في هذا المجال لتزويد القطاع الأكاديمي والبحث العلمي الفلسطيني والإقليمي بأكاديميين من حملة الشهادات العليا في مجال هندسة أنظمة الحاسوب.

استحدث مسار امن المعلومات وحماية الشبكات ضمن دائرة هندسة انظمة الحاسوب من اجل اكساب مهندس انظمة الحاسوب العديد من المهارات في مجال امن المعلومات وحماية الشبكات.
متطلبات القبول تخصص هندسة انظمة الحاسوب: الثانوية العامة في الفرع العلمي بمعدل 80% أو أكثر.
متطلبات القبول هندسة امن المعلومات: الثانوية العامة في الفرع العلمي بمعدل 90% أو أكثر، أو 80% وأكثر متوسط علامات المواد التخصصية الثلاث الاجبارية (تشفير، الأمن السيبراني وتحليل الشيفرات).
مجالات العمل للخريجين
1. الشركات الهندسية التي تهتم بتقديم حلول هندسية تعتمد على أنظمة الحاسوب بشقيها المادي والبرمجي.
2. شركات صيانة أنظمة الحاسوب وتكنولوجيا المعلومات.
3. تصميم وتركيب شبكات الحاسوب في مختلف المجالات.
4. شركات تطوير تطبيقات الاجهزة المحمولة.
5. مجالات تعليم التكنولوجيا وبناء القدرات.
6. تطوير وادارة برامج قواعد البيانات.

#### علم الحاسوب
لمحة عن التخصص
نظرا لتطور استخدام الحاسوب وبرمجياته في المجتمع الفلسطيني وحاجته إلى كوادر مؤهلة في مختلف المجالات والتخصصات المرتبطة بالحاسوب وتكنولوجيا المعلومات. فقد ارتأت كلية العلوم التطبيقية طرح هذا البرنامج منذ العام الأكاديمي 2002/2003م لمنح شهادة البكالوريوس في «علم الحاسوب» حيث أصبح البرنامج جزءا من كلية تكنولوجيا المعلومات وهندسة الحاسوب منذ انطلاقها في العام الأكاديمي 2012/2013. يتميز هذا البرنامج بتغطيته للمجالات الأساسية في علم الحاسوب بما في ذلك قواعد البيانات وهندسة البرمجيات والخوارزميات، وشبكات الحاسوب مما يتيح للخريجين فرص عمل عديدة في مجالات الحاسوب المختلفة وخاصة تطوير الانظمة المحوسبة الكبيرة ذات الاداء العالي. ويعتبر هذا البرنامج مساهمة فعالة في رفد المجتمع المحلي والعربي بالمتخصصين في مجال علم الحاسوب.
أهداف التخصص:
1. تزويد الطلبة بأحدث المعارف الأساسية المتعلقة بعلوم الحاسوب، والتي تمكنهم من إيجاد حلول لمختلف المشكلات المرتبطة بمجال الحوسبة ومتابعة التطورات في المعلوماتية.
2. تطوير الانظمة المحوسبة الكبيرة ذات الاداء العالي.
3. تزويد الطلبة بقدرات معرفية مميزة في مجالات الرياضيات والإحصاء تمكنهم من تطوير أنظمة برمجية خاصة بالتطبيقات العلمية.
4. إعداد وتأهيل الطلبة للعمل المهني في مجالات الحاسوب وتكنولوجيا المعلومات.
5. تقديم برنامج واسع ومعمق من شأنه تأهيل الطلبة لمتابعة الدراسات العليا أو مواصلة التعليم المستمر في حقل علم الحاسوب والحقول العلمية المرتبطة به.
6. القدرة على العمل ضمن فريق.

مجالات العمل للخريجين:
1. شركات تطوير البرمجيات وإنتاج البرمجيات التعليمية.
2. شركات تصميم صفحات الإنترنت.
3. شركات تطوير تطبيقات الاجهزة المحمولة.
4. تطوير الوسائط المتعددة (مصادر الملتيميديا).
5. مجالات تعليم التكنولوجيا وبناء القدرات.
6. تطوير وادارة برامج قواعد البيانات.
7. امكانية الالتحاق ببرنامج الدراسات العليا في الجامعات المحلية والعالمية.

#### تكنولوجيا المعلومات
لمحة عن التخصص
إن تكنولوجيا المعلومات – بشقيها: تكنولوجيا الحواسيب وتكنولوجيا الاتصالات- أصبحت ضرورة ملحة للمؤسسات، واستخدامها ضرورياً لكافة المستويات الإدارية، ونظراً للانخفاض الملموس في أسعار أجهزة الحواسيب، فقد أصبحت المسألة لا تتعلق بامتلاكها، وإنما بكيفية استخدامها بالشكل الصحيح لتلبية الهدف العام للمؤسسات.
لهذا استحدث تخصص تكنولوجيا المعلومات الذي يمنح الدرجة الجامعية الأولى (البكالوريوس) بخطة دراسية تتوزع بمجملها على مجالات تكنولوجيا المعلومات المختلفة، والتي تشمل: تكنولوجيا الحاسوب بكافة تفرعاتها من الأجهزة المادية والبرمجيات وقواعد البيانات وغيرها، وتكنولوجيا الاتصالات والتي تشمل كافة أنواع الشبكات الحاسوبية السلكية واللاسلكية وبرمجتها.
أهداف التخصص
1. القدرة على استخدام تكنولوجيا المعلومات بكفاءة عالية.
2. القدرة الفنية في مجال إدارة وإنتاج وتطوير البرمجيات والشبكات وصفحات الإنترنت.
3. قدرة متميزة من المعرفة في المجالات ذات العلاقة بتكنولوجيا المعلومات مثل الرياضيات والإدارة والإحصاء والحاسوب والمحاسبة.
4. القدرة على متابعة التطورات والتغيرات التقنية والمعلوماتية.

مجالات العمل للخريجين
1. تخطيط وتحليل وتطوير الانظمة والتطبيقات التكنولوجية لخدمة مختلف مجالات الحياة.
2. إدارة شبكات الحاسوب وتطبيق التقنيات اللازمة لضمان امن البيانات المخزنة والمرسلة عبر هذه الشبكات.
3. شركات تطوير البرمجيات وإنتاج البرمجيات التعليمية.
4. شركات تصميم صفحات الإنترنت.
5. تطوير الوسائط المتعددة (مصادر الملتيميديا).
6. مجالات تعليم التكنولوجيا وبناء القدرات.
7. تطوير وادارة برامج قواعد البيانات.

## كلية الطب

### كلية الطب وعلوم الصحة
أنشِئت عام 2018 وذلك إنطلاقا من القناعة بالأهمية القصوى لوجود كلية الطب في فلسطين. تطرح الكلية التخصصات التالية:
- بكالوريوس التمريض
- برنامج الطب البشري
- العلاج الوظيفي

### كلية التمريض
تأسست كلية التمريض في عام 2020 بمبادرة من رابطة الجامعيين في محافظة الخليل ككلية أكاديمية علمية وعملية تمنح درجة البكالوريوس في علوم التمريض.
وتماشياً مع حاجة المجتمع فقد بدأت بطرح برامج التجسير للطلاب حملة شهادة الدبلوم في التمريض في العام 2021.
تُقدّم الكلية برامج أكاديمية وبحثية واستشارية ذات جودة عالية وإعداد كوادر مؤهلة ومدربة ومتميزة علمياً وعملياً وقادرة على تلبية حاجات السوق من الكفاءات المتخصصة في مجال التمريض.
لجان الكلية
- اللجنة الأكاديمية لعام 2024:

- رئيس اللجنة: د. نسرين القيسي
- لجنة البحث العلمي
- رئيس اللجنة: د. زينات مسك
- لجنة شؤون الطلبة
- رئيس اللجنة: أ. زينب طرايرة
- لجنة الجودة
- رئيس اللجنة: د. نادية عمرو
- لجنة الأخلاقيات
- رئيس اللجنة: أ. لؤي أبو ريان
- لجنة الامتحانات
- رئيس اللجنة: د. زينات مسك
- لجنة خدمة المجتمع
- رئيس اللجنة: أ. آية حلاحلة

### كلية العلوم الإدارية ونظم المعلومات

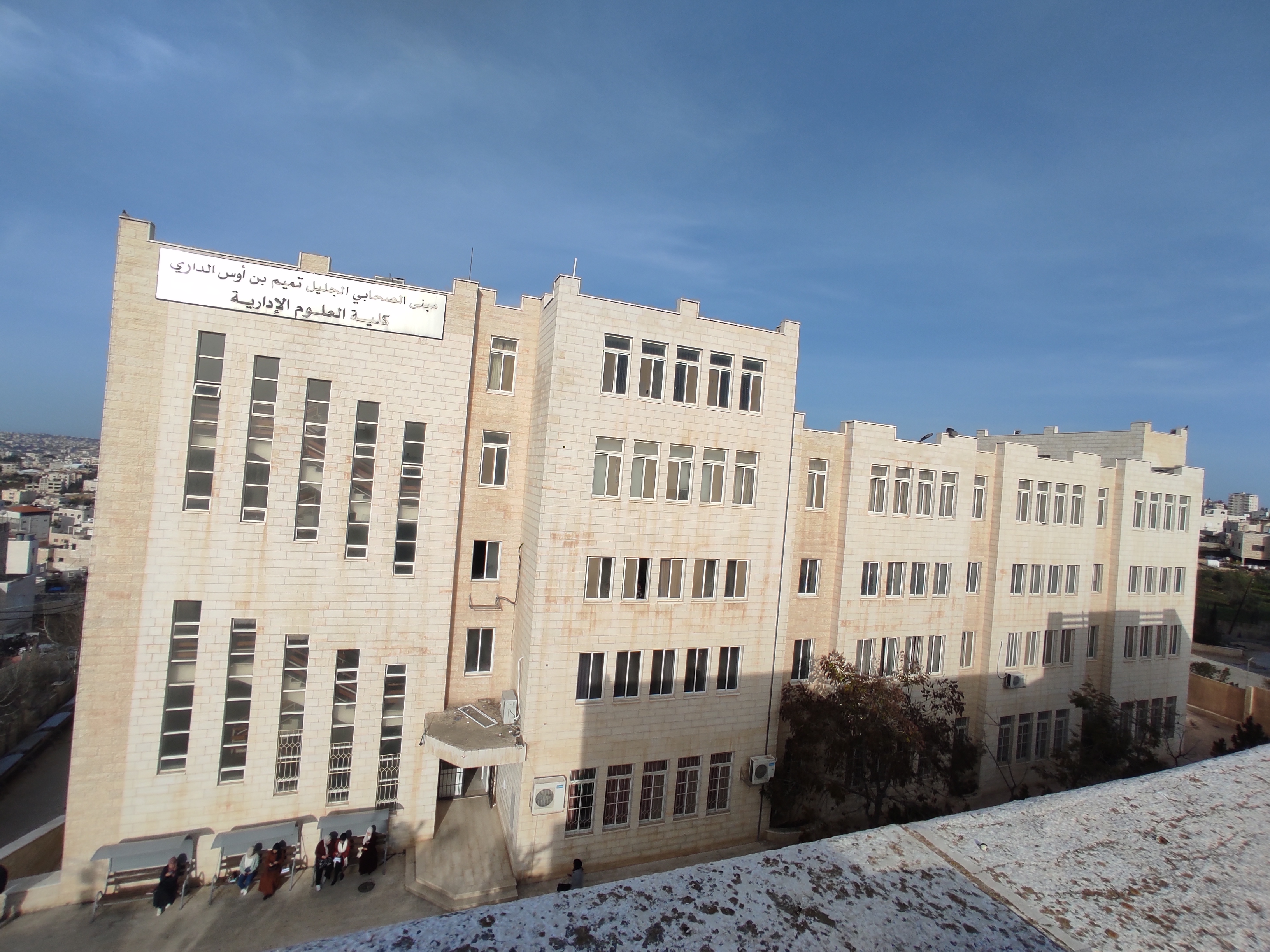
مبنى كلية العلوم الادارية و نظم المعلومات في جبل أبو رمان الخليل.

إنطلاقا من حرص إدارة الجامعة على اللحاق بركب العالم المتقدم، وتقديم مساهمتها الخاصة للرقي بالعالم الذي نعيشه، عمدت الجامعة إلى تأسيس كلية العلوم الإدارية ونظم المعلومات لتساعد في تقديم الحلول والإستشارات التقنية والإدارية لمؤسسات المجتمع المحلي، معتمدة على آخر المستجدات والتقنيات التكنولوجية وتوظيفها في العمل الإداري الحديث.
تطرح الكلية التخصصات التالية
1. إدارة الأعمال المعاصرة
2. إدارة الأعمال المعاصرة / فرعي إدارة المشاريع
3. إدارة الأعمال المعاصرة /الريادة والإبتكار في الأعمال
4. إدارة الأعمال المعاصرة / فرعي محاسبة
5. اقتصاديات الأعمال
6. المحاسبة
7. المحاسبة /فرعي اقتصادي أعمال
8. نظم المعلومات
9. تسويق إلكتروني
10. وسائط متعددة (الجرافيك)

#### دائرة نظم المعلومات والوسائط المتعددة
وتشمل 3 تخصصات:
- الوسائط المتعددة/الجرافيكس
- نظم المعلومات
- تسويق إلكتروني

##### دائرة الوسائط المتعددة /الجرافيكس
نظرًا للتطورات في مجال الرسوم المتحركة والتصميم والحاسب الآلي وتكنولوجيا المعلومات أصبح من الممكن حفظ الصوت والصورة والفيديو ومعالجتها بأشكال عديدة، ومن هنا نشأت الحاجة إلى كوادر متخصصة قادرة على التطور المستمر في مجال الوسائط المتعددة، ولذلك جاءت فكرة طرح تخصص الوسائط المتعددة/الجرافيكس في جامعة بوليتكنك فلسطين ليكون التخصص الوحيد في المنطقة الذي يجمع بين ثلاثة تخصصات وهي الفن التشكيلي وإنتاج الرسوم المتحركة والوسائط المتعددة بالإضافة إلى مجموعة من المساقات لتغذية التخصص بما يلائم الواقع وسوق العمل.

###### الرؤية والرسالة والأهداف
الرؤية
أن نكون مرجعاً رائداً في تخصص الوسائط المتعددة/جرافيكس، يحتذى به كنموذج على الصعيد المحلي والإقليمي بحيث نحقق برنامج متميز في استخدام التقنيات الحديثة في مجال الوسائط المتعددة/جرافيكس ومواكبة أحدث العلوم في هذا المجال.
الرسالة
إعداد وتأهيل الطلاب والكفاءات القادرة على الإنتاج والابداع في مجال الوسائط المتعددة/جرافيكس، والقادرة على التكامل والتفاعل مع المجالات العلمية الأخرى مما يمكن الطالب من الانخراط في المهن الخاصة بهذا المجال وفقا لاحتياجات سوق العمل.
الأهداف
1. تزويد الطالب بالعلوم الأساسية في مجال الوسائط المتعددة/جرافيكس عبر الدراسة الأكاديمية والتدريب العملي.
2. تنمية مهارات التعامل والاتصال والمهارات الإبداعية لدى الطلاب.
3. تنمية قدرات الطالب على العمل الفردي والعمل الجماعي والمشاركة وتنمية روح المسؤولية لديه، وذلك من خلال العمل على مشروعات التخرج والتدريب الميداني.
4. تخريج طلبة متخصصين في الوسائط المتعددة/جرافيكس وتطبيقاتها، قادرين على المنافسة في سوق العمل، وذلك من خلال اتباع الخطة الدراسية لهذا التخصص.
5. تخريج كفاءات منافسة ذات شخصية أكاديمية وبحثية.
6. المساهمة في تلبية حاجة المجتمع المحلي والعربي في مجال الوسائط المتعددة/جرافيكس.
7. تحقيق معايير الجودة والنوعية للبرنامج وفق معايير الجودة المحلية والعالمية.
8. تأسيس قاعدة عند الطالب لاتباع الأساليب المنهجية والمعايير المهنية في تحليل وتصميم وتنفيذ المشروعات الخاصة بالجرافيكس والوسائط المتعددة وتطبيقاتها.
9. تشجيع البحث العلمي في المجالات النظرية والعملية المتعلقة بتخصص الوسائط المتعددة/الجرافيكس.

###### مميزات دائرة الوسائط المتعددة/ الجرافيكس
- دائرة الوسائط المتعددة مطابق لمعايير الجودة الأكاديمية المحلية والعالمية.
- تتميز دائرة الوسائط المتعددة بخطة حديثة تتماشى مع أحدث المساقات والخطط في هذا المجال.
- تنمي دائرة الوسائط المتعددة لدى الطالب القدرة على البحث العلمي والتفكير بما هو جديد في هذا المجال.
- تتميز دائرة الوسائط المتعددة بكادر أكاديمي متخصص ومؤهل في مجال الجرافيكس الوسائط المتعددة.
- تضم دائرة الوسائط المتعددة مجموعة من المختبرات المزودة بأحدث التقنيات لمساعدة الطالب على تطبيق الأفكار العملية للمساقات.
- الجمع بين النظري والعملي مما يساعد الطالب على الانخراط في سوق العمل بعد التخرج.
- مساقات دائرة الوسائط المتعددة تدرس باللغة الإنجليزية.
- تأهيل الطالب للانخراط في سوق العمل وذلك من خلال التدريب الميداني حيث تشتمل الخطة على مساق تدريب ميداني مجال التخصص.
- مشاريع التخرج التي تمكن الطلاب من صياغة أفكارهم على شكل مشروع نظري وعملي في هذا المجال

###### مخرجات البرنامج التعليمية لتخصص الوسائط المتعددة / الجرافيكس
- مخرجات المعرفة والاستيعاب
- المخرجات الذهنية
- مخرجات موضوعية محددة/ مهنية
- مخرجات الاتصال (التأقلم)

مخرجات المعرفة والاستيعاب
- القدرة على تقييم الحلول المستخدمة في التصميم وحل المشاكل المتعلقة بالتصميم والنمذجة لتطبيقات الوسائط المتعددة.
- تأهيل الطلبة حتى يكون عندهم الإلمام الكامل بعملية إنتاج فواصل اعلانية ودعايات تجارية
- توفير العلم والمعرفة والطرف والاساليب لتمكين الطلبة على تصميم المواد المطبوعة بكافة اشكالها (بوسترات، مطويات، كروت، لوحات اعلانية)
- الشرح الكامل والوافي عن موضوع الكاميرات وطرق التصوير مما يعطي الطلبة الجاهزية على إنتاج الصور الفوتوغرافية الاحترافية
- التعرف على أنواع الافلام وطريقة صناعتها وخصوصا الافلام الوثائقية الابداعية
- معرفة اساسيات تصميم ألعاب الكمبيوتر التفاعلية التي تعتمد على الأنواع المختلفة للوسائط الرقمية.
- التعرف إلى الدور الذي تلعبه الوسائط المتعددة وتطبيقاتها في مجال التعليم إضافة إلى استخداماتها ومجالاتها في مجال الدعاية الإعلام في المؤسسات والشركات.
- معرفة الأنواع المختلفة للوسائط الرقمية واستخداماتها المتعددة في جميع المجالات وفي مختلف المؤسسات.
- تقدير وتحديد العوامل والقضايا المتعلقة بإنتاج وتصميم الرسومات المحوسبة.
- التعرف على الجوانب المختلفة للإنترنت ونظم الوسائط المتعددة وعلافتها بأنظمة الويب.
- معرفة اساسيات الرسم اليدوي والرسم الحر وخطوات الفنية والابداعية في إنتاج اللوحات الفنية والزيتية والجداريات.
- التعرف على طرق عمل المجسمات وانواعها المختلفة من جبص وخشب وكرتون وصب القوالب وغيرها للعمل على إنتاج مجسمات فنية ابداعية

المخرجات الذهنية
- تحفيز التفكير الإبداعي والفعال لدى الطلبة الدارسين وذلك من خلال مشاريع
- المساقات ومشروع التخرج والحالات العملية المستنبطة من واقع العمل في المؤسسات والشركات.
- تنشيط الابداع الفني عند الطلبة من هواية إلى تخصص في الرسم اليدوي والروعة في إنتاج اللوحات والمجسمات الفنية
- فهم العلاقة ما بين التصميم التفاعلي ومدى تأثيره وعلاقته بنظريات التعلم التفاعلي.
- إكساب الطلبة القدرة على تحليل متطلبات تصميم وتطوير أنظمة الوسائط المتعددة وتطبيقاتها.
- تحديد وتحليل وحل المشاكل التقنية المتعلقة بنظم الوسائط المتعددة وتقنياتها.

مخرجات موضوعية محددة/ مهنية
- القدرة على إنتاج اللوحات الفنية بأحجامها وانواعها المختلفة.
- القدرة على إنتاج الافلام الوثائقية.
- القدرة على إنتاج افلام الرسوم المتحركة ثنائية الابعاد.
- القدرة على إنتاج افلام الرسوم المتحركة ثلاثية الابعاد.
- القدرة على استخدام الأدوات البرمجية الجاهزة التي تساعد على إنشاء وتصميم واجهات تفاعلية للمستخدمين وضمان تكاملها وتفاعلها مع أنظمة الويب والأنظمة التطبيقية الأخرى.
- إكساب الطالب القدرة والإتقان في مجال معالجة الصور الرقمية بأنواعها.
- اكساب الطالب القدرة على تحويل المناهج التعليمية في المدارس إلى مناهج رقمية.
- القدرة على معاجلة الصوت والفيديو واستخدامهما في دعم أنظمة الوسائط المتعددة الفاعلية بمختلف أحجامها.
- القدرة على بناء نماذج وتصاميم تفاعلية تستخدم في تصميم الألعاب التفاعلية وألعاب الحاسوب.
- تصميم وتطوير وتنفيذ الأنظمة الرقمية المحوسبة ذات الصلة بشبكة الإنترنت والوسائط المتعددة.
- القدرة على إنتاج فواصل اعلانية ودعايات تجارية.
- القدرة على تصميم المواد المطبوعة بكافة اشكالها (بوسترات، مطويات، كروت، لوحات اعلانية).
- القدرة على إنتاج الصور الفوتوغرافية الاحترافية.

مخرجات الاتصال (التأقلم)
- القدرة على القيادة والإدارة، والتواصل بشكل فعال في بيئة العمل التي تعتمد على العمل الجماعي والعمل في فريق، وذلك من خلال اعمل في مشاريع مشتركة ومشاريع التخرج ودراسات الحالات العملية.
- خلق روابط صلة مع المؤسسات ذات العلاقة بالوسائط المتعددة/ جرافيكس وذلك من خلال التدريب الميداني للخريجين وبرامج التعاون المشترك ما بين الكلية والمؤسسات المحلية.
- تواصل الطلبة مع آخر التطورات في كل جديد في التخصص وذلك من خلال استخدام احدث البرامج واحدث طبعات الكتب في التدريس ومتابعة كل ما هو جديد على الصعيد المحلي والعالمي في مجال الوسائط المتعددة/ جرافيكس

###### مواصفات خريج تخصص الوسائط المتعددة / الجرافيكس
- الإلمام بنظم المعلومات المختلفة الخاصة ببرامج الوسائط المتعددة / الجرافيكس واستخدام الحاسوب في تطبيقات الوسائط المتعددة.
- تحليل وتصميم أنظمة الوسائط المتعددة / جرافيكس والقدرة على حوسبتها.
- الإلمام بكل عمليات التصميم للإعلانات والبوسترات والمطويات وكل ما يلزم لعملية الدعاية والإعلان
- القدرة على إنتاج رسومات الفنية لعمل لوحات وجداريات فنية باستخدام طرق مختلفة ومبتكرة.
- المعرفة التامة بكافة أنواع الطباعة والتدريب العملي في المطابع
- الإلمام بانواع الكاميرات (digital) ومواصفاتها وطرق التعامل في التصوير بطرق احترافية
- القدرة على التعامل مع اجهزة الصوتيات وبرامج الصوت المتخصصة
- المعرفة الجيدة بلغات البرمجة الحديثة والقدرة على تطبيقها في إنتاج برامج عملية خاصة بالوسائط المتعددة
- معرفة استخدام تطبيقات الوسائط المتعددة
- القدرة على تصميم وتطوير واجهات التطبيق والتفاعل بين الإنسان والحاسوب.
- القدرة على تخزين واسترجاع المعلومات بكافة اشكالها (صور، صوت، فيديو....)
- القدرة على إنتاج اللوحات الفنية بأحجامها وانواعها المختلفة
- القدرة على إنتاج الافلام الوثائقية
- القدرة على إنتاج افلام الرسوم المتحركة ثنائية الابعاد ((2D
- القدرة على إنتاج افلام الرسوم المتحركة ثلاثية الابعاد (3D)
- القدرة على استخدام الأدوات والتقنيات البرمجية الجاهزة التي تساعد على إنشاء وتصميم واجهات تفاعلية للمستخدم وضمان تكاملها وتفاعلها مع أنظمة الويب والأنظمة التطبيقية الأخرى.
- إكساب الطالب القدرة والإتقان في مجال معالجة الصور الرقمية بأنواعها.
- اكساب الطالب القدرة على تحويل المناهج التعليمية في المدارس إلى مناهج رقمية
- القدرة على معاجلة الصوت والفيديو واستخدامهما في دعم أنظمة الوسائط المتعددة الفاعلية بمختلف أحجامها.
- القدرة على بناء نماذج وتصاميم تفاعلية تستخدم في تصميم الألعاب التفاعلية وألعاب الحاسوب.
- تصميم وتطوير وتنفيذ الأنظمة الرقمية المحوسبة ذات الصلة بشبكة الإنترنت والوسائط المتعددة.
- القدرة على إنتاج فواصل اعلانية ودعايات تجارية
- القدرة على تصميم المواد المطبوعة بكافة اشكالها (بوسترات، مطويات، كروت، لوحات اعلانية)
- القدرة على إنتاج الصور الفوتوغرافية الاحترافية وتقنية الفيديو + مونتاج بطريقة احترافية عالية المستوى

###### فرص عمل خريجي الوسائط المتعددة / الجرافيكس
الخريجون من البرنامج يمكنهم العمل في قطاع واسع من سوق العمل مثل:
- المؤسسات الإعلامية مثل الصحافة والإذاعة والتلفزيون.
- شركات صناعة البرمجيات المتخصصة في الوسائط المتعددة.
- صناعة برمجيات الألعاب
- المراكز الخاصة لاعطاء دورات في كل مجالات الوسائط المتعددة/ جرافيكس
- الشركات التجارية والصناعية كمصمم دعاية واعلان
- العمل الخاص مثل رسم اللوحات الزيتية وعمل المعارض الخاصة
- تصميم بطاقات الاعراس والمناسبات
- شركات صناعة السينما.
- مؤسسات التعليم والتعليم العالي ضمن برامج التعليم الإلكتروني.
- مؤسسات التعليم كمدرس تربية فنية.
- شركات الفيديو والرسوم المتحركة مصممم رسوم متحركة ثلاثية الابعاد
- شركات الفيديو والرسوم المتحركة مصممم رسوم متحركة ثنائية الابعاد
- مصمم نماذج ثلاثية الابعاد
- محرر فيديو
- شركات تصميم وادارة مواقع الإنترنت.
- شركات إنتاج وسائط التعليم والتعلم مثل إنتاج الوسائل التعليمة وتحويل المناهج إلى مناهج رقمية
- إنتاج وسائل ترفيهية وتسالي للاطفال
- شركات الإعلان، دور الكتب والمجلات
- الأعمال التجارية والتعليم بالإضافة إلى بيئات العمل الأخرى التي تستخدم تقنيات الوسائط المتعددة/ جرافيكس
- محاضر جامعي في مجال الفنون الجميلة
- محاضر جامعي في مجال الوسائط المتعددة
- محاضر جامعي في مجال التصميم الجرافيكي
- محاضر جامعي في مجال الرسوم المتحركة وإنتاج الافلام
- العمل في المراكز البحثية التي تبحث في مجالات الوسائط المتعددة
- العمل في المتاحف والمعارض الفنية
- وسائل اعلام تفاعلية
- الألعاب الرقمية (الجادة)
- الواقع الافتراضي والواقع المعزز
- الحوسبة المتنقلة وفي كل مكان
- مصمم تطبيقات الوسائط المتعددة

بالإضافة إلى ذلك فإن الخريجين يتمتعون بالمجالات المعرفية الأساسية لعلم الحاسوب مما يمكنهم من إيجاد فرص عمل ضمن تخصصات الحاسوب كما يمكن للخريجين استكمال دراساتهم العليا في التخصص في جامعات عالمية مرموقة.
أسس القبول الطلبة في تخصص الوسائط المتعددة/ جرافيكس في جامعة بوليتكنك فلسطين:
- ان يكون الطالب حاصلاً على شهادة الثانوية العامة أو ما يعادلها.
- ان يكون الطالب حاصلا على معدل 65 فما فوق في إحدى فروع الثانوية العامة لتقديم الطلب ومن ثم يخضع للمعدل التنافسي.
- اجتياز امتحان القدرات الفنية.
- -يقبل الطلبة الراغبون بالتجسير والحاصلون على دبلوم كليات المجتمع حسب قوانين التجسير المعمول بها في جامعة بوليتكنيك فلسطين

###### معرض جرافيكا
تقوم كلية العلوم الإدارية ونظم المعلومات في نهاية كل عام دراسي بتنظيم معرض لطلبة تخصص الوسائط المتعددة /جرافيكس وهو معرض منتظم سنوي يعكس الواجهة التطبيقية والفعلية لمشاريع الطلبة في التخصص على مدار عام دراسي كامل.
معارض سابقة
في عام 2004 قررت إدارة الكلية ان يكون هناك معرض دائم لأعمال طلبة تخصص الجرافيكس والوسائط المتعددة وأطلق عليه اسم جرافيكا وكانت المعارض السابقة كالتالي:
- جرافيكا 1 عام 2005
- جرافيكا 2 عام 2006
- جرافيكا 3 عام 2007
- جرافيكا 4 عام 2008
- جرافيكا 5 عام 2009
- جرافيكا 6 عام 2010
- جرافيكا 7 عام 2011   لم يعقد
- جرافيكا 8 عام 2012  ضمن مؤتمر إبداع  الطلبة الاول في جامعة بوليتكنيك فلسطين
- جرافيكا 9 عام 2013
- جرافيكا 10 عام 2014 ضمن مؤتمر إبداع الطلبة الأول في جامعة بوليتكنيك فلسطين
- جرافيكا 11 عام 2015 ضمن أيام البوليتكنك
- جرافيكا 12 عام 2016 ضمن أيام البوليتكنك
- جرافيكا 13 عام 2017 ضمن أيام البوليتكنك
- جرافيكا 14 عام 2018 لم يعقد بسبب أحداث في المدينة
- جرافيكا 15 عام 2019 لم يعقد بسبب كورونا
- جرافيكا 16 عام 2020 لم يعقد بسبب كورونا
- جرافيكا 17 عام 2021 لم يعقد

محاور المعارض
المحاور الأساسية في معرض جرافيكا هي انعكاس لأهداف التخصص وعرض ما أنجزه طلبة التخصص على مدار فصلين دراسيين ودائمًا كان المعرض يحتوي على المحاور التالية :
1. التصوير الفني
2. جداريات
3. أعمال يدوية ومجسمات
4. زخارف تصاميم ثابتة
5. افلام رسوم متحركة ثنائية وثلاثية الابعاد
6. افلام وثائقية
7. صور فوتوغرافية

أهداف المعرض
- عرض إنجازات الطلبة في كافة مساقات التخصص في معرض واحد شامل يعكس المخرجات الحقيقة لتخصص الوسائط المتعددة/جرافيكس
- إبراز التخصص على مستوى الجامعة وعلى مستوى جامعات الوطن في معرض سنوي دوري
- تشجيع الطلبة خلال الفصل على الإبداع في مشاريع المواد عند علمهم أنها سوف تعرض امام الناس في معرض جرافيكا
- تشجيع طلبة الثانوية العام على التسجيل في التخصص وبالتالي زيادة الإقبال على الوسائط المتعددة/جرافيكس
- عرض أعمال الطلبة أمام الشركات المختصة في مواضيع الوسائط المتعددة والجرافيكس وبالتالي تشجيعهم على استقبال طلبة التخصص وتوظيفهم كل حسب ابداعه، بالتالي زيادة الفرص لدى الطلبة
- يوم ترفيهي لطلبة التخصص حيث أن طلبة التخصص هم من يديروا المعرض في كافة اللجان
- تسويق للتخصص عبر وسائل الإعلام المختلفة حيث يتم تغطية المعرض من أكثر من جهة اعلامية وصحفية

الفئة المستهدفة من المعرض
- طلبة الثانوية العامة المقبلين على على التسجيل في الجامعات بشكل خاص وطلبة المدارس بشكل عام
- طلبة الجامعة من جميع الكليات
- شركات الدعاية والإعلان المتخصصة في الوسائط المتعددة/الجرافيكس
- الجامعات الأخرى لعمل تعاون في مجال التخصص
- الشركات التجارية والخاصة لعمل شراكات دائمة في مجالات المعرض المختلفة

###### المختبرات والمشاغل
- مختبر وسائط متعددة 1
- مختبر وسائط متعددة 2
- مختبر تسجيل الصوت
- مختبر التصوير
- مشغل فنون 1
- مشغل فنون 2

###### ماجستير الوسائط المتعددة
تعرف الوسائط المتعددة علي انها التقارب والتكامل بين أنواع مختلفة من الوسائط الرقمية، بما في ذلك الصور والصوت والفيديو، النص والرسومات والرسوم المتحركة.
لذلك صمم ماجستير الوسائط المتعددة لمنح درجة أكاديمية تستهدف الطلاب والمهنيين من مجالات المعرفة المتعددة الذين يسعون إلى حل تحديات السوق العالمية التنافسية بشكل متزايد وتحسين المهارات الإبداعية من خلال قاعدة نظرية وعلمية وتكنولوجية متقدمة.
اذ يعد الطلبة المنتسبين ليكونوا على قدم المساواة مع المعايير الدولية السائدة لتعليم الفنون البصرية في أعقاب التطور الهائل في تكنولوجيا المعلومات في جميع أنحاء العالم. نظرا لكون فن الوسائط المتعددة مجالًا مبتكرًا يسعى إلى توحيد مجموعة كبيرة من الأشكال الفنية. يشجع الطلاب على استكمال دراساتهم السابقة وخبراتهم العملية بالمعرفة والمهارات في التصميم لتطوير منتجات الوسائط المتعددة.
فهو الأول من نوعه في فلسطين حيث جاء هذا التخصص بعد دراسة عميقة لسوق العمل وخصوصا ووجود عدة تخصصات بكالوريوس في الجامعات الفلسطينية والتي تحتاج دوما إلى محاضرين في مجالات التخصص. فهو يجمع بين كل عناصر الوسائط المتعددة في مجالاتها البحثية والدراسية ليغطي مجالات الرسوم المتحركة وإنتاج الافلام بمختلف انواعها ويعطي الطلبة نظريات متقدمة في مجال الفنون الجميلة بجانب دراسة مساقات متقدمة في قضايا التصميم الرقمي كما يوفر للطلبة مساقات متقدمة في مجال الوسائط المتعددة وامنها وتخزينها والتعامل معها وكل هذا يعتمد على اساليب البحث العلمي \و طرق التدريس الحديثة ليتناسب مع التقدم الهائل في مجالات التخصص.
يسعى ماجستير الوسائط المتعددة إلى أن يكون تجسيدًا لممارسة الفنون التقليدية والمعاصرة مع الإشارة إلى الخلفيات النظرية والتاريخية. كما يسعي ومن خلال نهجه متعدد التخصصات، إلى معالجة الفجوات في مجالات الفنون الجميلة والتصميم وتاريخ الفن والنظريات الجماليه، ليكون مساحة ديناميكية جديدة للتعلم واللقاء الفني. أكثر من مجرد مساحة لانضباط التصميم، اضافه الي إلهام الطلاب لرواية قصصهم الخاصة عن المنطقة.
يمتلك الخريج قدرات متقدمة لتطبيق المهارات المهنية بشكل إبداعي وأخلاقي لحل المشكلات من خلال البحث التطبيقي وفهم الأسس النظرية والفلسفية. تلتزم فلسفة البرنامج برفع مستوى تطبيقات الوسائط المتعددة في جميع المجالات المهنية مثل الإنتاج الرقمي والتصوير والمحاكاة وتأليف الوسائط المتعددة والرسوم المتحركة وتصميم الألعاب وما إلى ذلك. كما يمنح الخريج خبرة في إدارة المشاريع وتخطيط الأعمال من خلال تنفيذ مشاريع الوسائط المتعددة القائمة على الصناعة.

### كلية العلوم الإنسانية والتربوية
أنشئت كلية العلوم الإنسانية والتربوية في جامعة بوليتكنك فلسطين في العام الدراسي 2021/2022. وهي تسعى إلى المساهمة في تطوير التعليم الفلسطيني ورفع كفاءتـه من خلال الخريجــين المتمـــيزين في مجـــالات العلوم الإنسانية والتربوية، وتســاعد كلية العلوم الإنسانية والتربوية في نشر العلوم الإنسانية والتربوية بتخصصاتها المختلفة بما يتناسب مع ثقافة المجتمع الفلسطيني.
تطرح الكلية التخصصات التالية
- علم الاجتماع التطبيقي (قيد الاعتماد)
- برنامج علم النفس
- التأهيل التربوي/علوم
- رياض الأطفال
- العلوم الأسرية

### كلية العلوم التطبيقية
أُنشئت كلية العلوم التطبيقية كإحدى كليات الجامعة الأربع في إطار تطوير هيكلية البوليتكنيك إلى جامعة في العام 1998م.
تطرح الكلية التخصصات التالية
- الاحياء التطبيقية
- الكيمياء التطبيقية
- بكالوريوس الرياضيات التطبيقية-فرعي احصاء تطبيقي وتحليل البيانات
- أحياء تطبيقية/مسار العلوم الطبية والحيوية

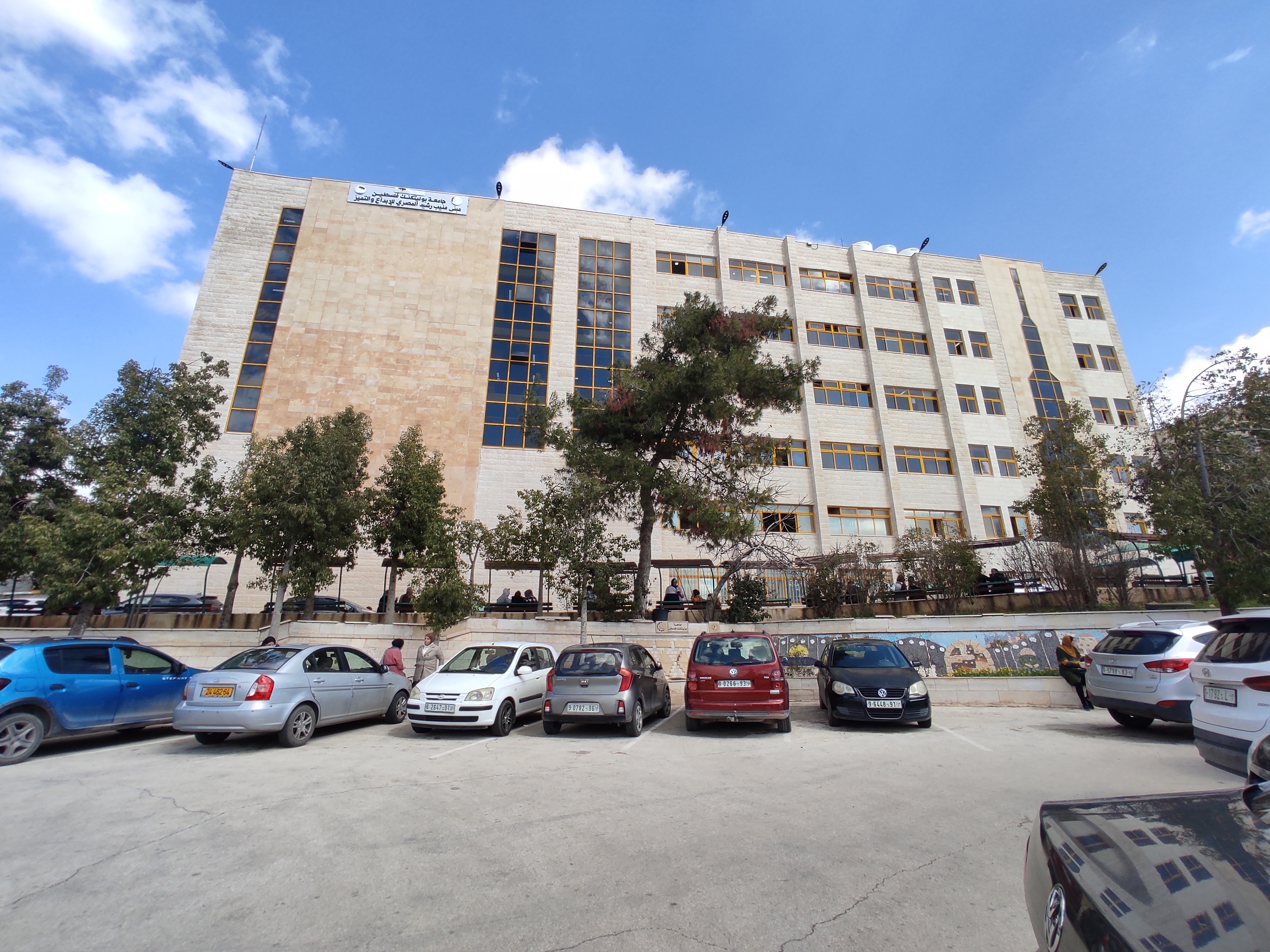
مبنى +A في جامعة بوليتيكنيك في واد الهرية.

- إلكترونيات تطبيقية
- الفيزياء التطبيقية
- الرياضيات التطبيقية

### كلية المهن التطبيقية

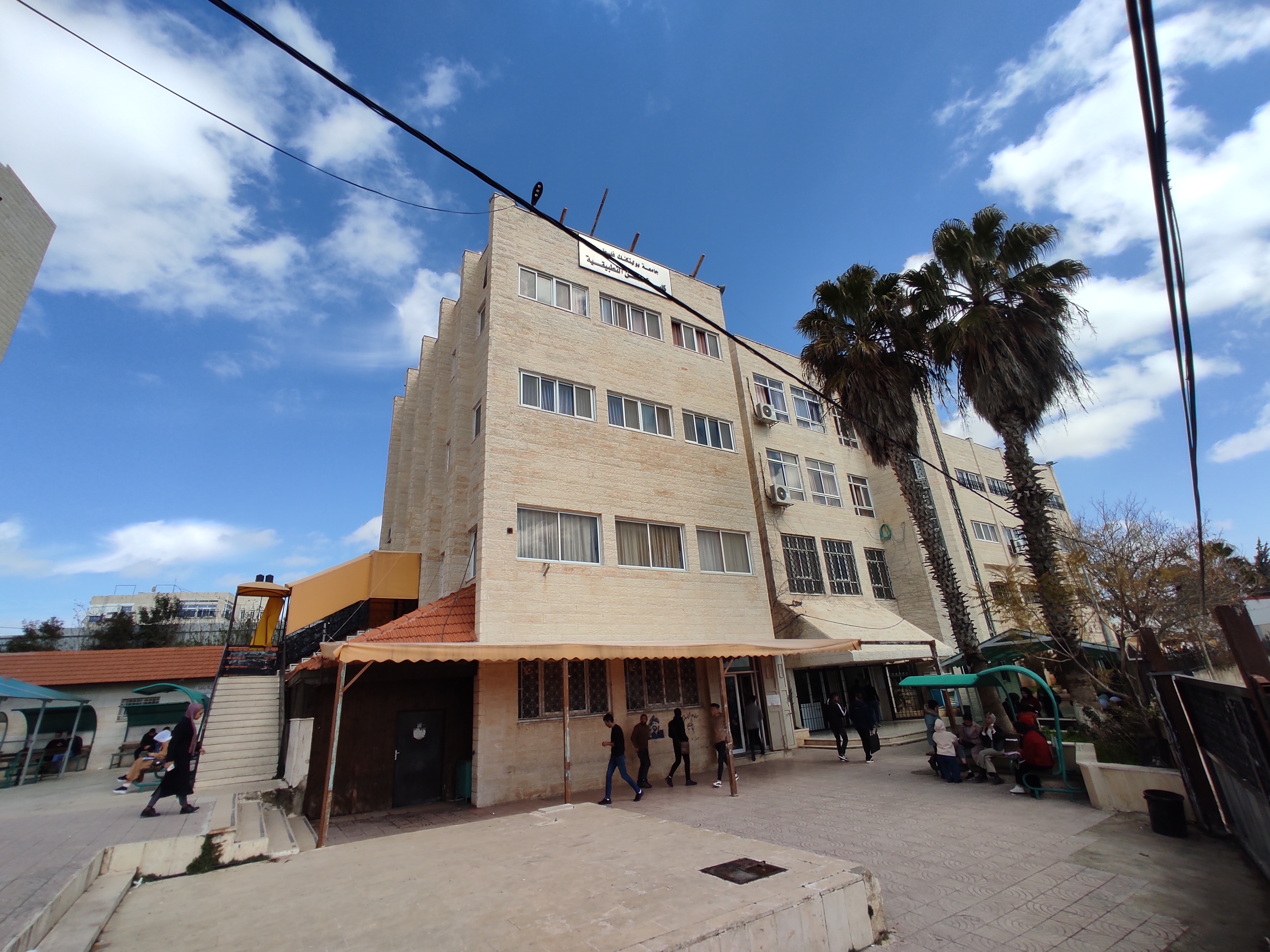
مبنى A في جامعة بوليتيكنيك في واد الهرية.

تعتبر كلية المهن التطبيقية النواة الحقيقية لجامعة بوليتكنك فلسطين، وشريانها الرئيسي حيث كانت انطلاقتها من قبل رابطة الجامعيين عام (1978) وتمنح الكلية درجة الدبلوم ل 27 تخصصاً هندسياً وتقنيا.
تطرح الكلية التخصصصات التالية
- الإعلام الرقمي.
- كهرباء السيارات.
- رياض الأطفال.
- برمجة تطبيقات الهواتف الذكية.
- برمجة تطبيقات الحاسوب وصفحات الويب.
- السيارات الكهربائية والهجينة.
- الأنظمة الذكية في المباني.
- الإدارة الرياضية.
- إدارة الأعمال والمشاريع.
- تكنولوجيا أنظمة المشروع.
- السلامة والصحة المهنية.
- السياحة والسفر.
- السيارات (دبلوم).
- التكييف والتبريد والتدفئة.
- الإنتاج والالات.
- الأتمته الصناعية.
- الإلكترونيات والتحكم المحوسب.
- الاتصالات.
- إدارة وتكنولوجيا الحجر والرخام.
- التصميم الداخلي.
- المساحة.
- الهندسة المعمارية.
- الهندسة المدنية.
- الإدارة المالية المحوسبة.
- المحاسبة التقنية.
- التسويق والمبيعات.
- السكرتارية والسجل القانوني.
- إدارة وأتممة المكاتب.
- تكنولوجيا الوسائط المتعددة.
- أنظمة شبكات الحاسوب والالنترنت.

## درجة الفلسفة في العلوم والدراسات العليا

### الدكتوراه

#### دكتوراه في هندسة تكنولوجيا المعلومات
هو برنامج مشترك بين جامعة بوليتكنك فلسطين، جامعة القدس والجامعة العربية الامريكية. يركز البرنامج على تطبيق المنهجيات الهندسية في مجالات تكنولوجيا المعلومات المختلفة، هذا بالإضافة إلى مفاهيم الأنظمة المحوسبة المختلفة في مجالات البحوث المتعددة لخدمة ودعم التخصصات المختلفة (Interdisciplinary). يستوعب هذا التخصص خريجي الماجستير من التخصصات التالية: المعلوماتية، تكنولوجيا المعلومات، علم الحاسوب، نظم المعلومات الحاسوبية، هندسة الحاسوب وأي تخصص قريب من هندسة تكنولوجيا المعلومات والتخصصات ذات العلاقة، علما بأن الجامعات الشريكة تطرح برامج ماجستير في المعلوماتية والتخصصات ذات العلاقة منذ العام فترة طويلة إضافة إلى برامج البكالوريوس في تخصص تكنولوجيا المعلومات، نظم المعلومات، علم الحاسوب، هندسة أنظمة الحاسوب وهي من أهم التخصصات التي يطلبها المجتمع المحلي.

### الماجستير
- الهندسة المدنية
- الوسائط المتعددة
- الهندسة الميكانيكية
- الهندسة المعمارية تخصص التصميم المستدام
- العلوم الادارية
- المحاسبة والتمويل
- الأنظمة الذكية
- هندسة الطاقة الكهربائية
- هندسة الميكاترونكس
- الطاقة المتجددة والإستدامة
- التكنولوجيا الحيوية
- المعلوماتية
- الرياضيات

```
ماجستير الوسائط المتعددة
```

تعرف الوسائط المتعددة علي انها التقارب والتكامل بين أنواع مختلفة من الوسائط الرقمية ، بما في ذلك الصور والصوت والفيديو ، النص والرسومات والرسوم المتحركة.
لذلك صمم ماجستير الوسائط المتعددة لمنح درجة أكاديمية تستهدف الطلاب والمهنيين من مجالات المعرفة المتعددة الذين يسعون إلى حل تحديات السوق العالمية التنافسية بشكل متزايد وتحسين المهارات الإبداعية من خلال قاعدة نظرية وعلمية وتكنولوجية متقدمه.
اذ يعد الطلبة المنتسبين ليكونوا على قدم المساواة مع المعايير الدولية السائدة لتعليم الفنون البصرية في أعقاب التطور الهائل في تكنولوجيا المعلومات في جميع أنحاء العالم. نظرا لكون فن الوسائط المتعددة مجالًا مبتكرًا يسعى إلى توحيد مجموعة كبيرة من الأشكال الفنية. يشجع الطلاب على استكمال دراساتهم السابقة وخبراتهم العملية بالمعرفة والمهارات في التصميم لتطوير منتجات الوسائط المتعددة.
فهو الأول من نوعه في فلسطين حيث جاء هذا التخصص بعد دراسة عميقة لسوق العمل وخصوصا ووجود عدة تخصصات بكالوريوس في الجامعات الفلسطينية والتي تحتاج دوما إلى محاضرين في مجالات التخصص . فهو يجمع بين كل عناصر الوسائط المتعددة في مجالاتها البحثية والدراسية ليغطي مجالات الرسوم المتحركة وانتاج الافلام بمختلف انواعها ويعطي الطلبة نظريات متقدمة في مجال الفنون الجميلة بجانب دراسة مساقات متقدمة في قضايا التصميم الرقمي كما يوفر للطلبه مساقات متقدمة في مجال الوسائط المتعددة وامنها وتخزينها والتعامل معها وكل هذا يعتمد على اساليب البحث العلمي \و طرق التدريس الحديثة ليتناسب مع التقدم الهائل في مجالات التخصص .
يسعى ماجستير الوسائط المتعددة إلى أن يكون تجسيدًا لممارسة الفنون التقليدية والمعاصرة مع الإشارة إلى الخلفيات النظرية والتاريخية. كما يسعي ومن خلال نهجه متعدد التخصصات ، إلى معالجة الفجوات في مجالات الفنون الجميلة والتصميم وتاريخ الفن والنظريات الجماليه ، ليكون مساحة ديناميكية جديدة للتعلم واللقاء الفني. أكثر من مجرد مساحة لانضباط التصميم ، اضافه الي إلهام الطلاب لرواية قصصهم الخاصة عن المنطقة.
يمتلك الخريج قدرات متقدمة لتطبيق المهارات المهنية بشكل إبداعي وأخلاقي لحل المشكلات من خلال البحث التطبيقي وفهم الأسس النظرية والفلسفية. تلتزم فلسفة البرنامج برفع مستوى تطبيقات الوسائط المتعددة في جميع المجالات المهنية مثل الإنتاج الرقمي والتصوير والمحاكاة وتأليف الوسائط المتعددة والرسوم المتحركة وتصميم الألعاب وما إلى ذلك. كما يمنح الخريج خبرة في إدارة المشاريع وتخطيط الأعمال من خلال تنفيذ مشاريع الوسائط المتعددة القائمة على الصناعة.
```
مساقات ماجستير الوسائط المتعددة
```

متطلبات التخصص الاجبارية
- التصميم التفاعلي المتقدم
- إنتاج الإعلام الرقمي
- القضايا المعاصرة في الفنون
- أساليب البحث العلمي
- الرسوم المتحركة الهجينة
- رسالة الماجستير
- تاريخ الفن
- مقدمة في الوسائط الرقمية
- مبادئ التصميم 1
- مبادئ التصميم 2
- معالجة الصور الرقمية

متطلبات التخصص الاختيارية
- لغة انجليزية للدراسات العليا (استدراكي)
- تطوير الألعاب ثلاثية الأبعاد
- التحريك المتقدم للشخصيات
- البحث وموضوعات النقد في الرسوم المتحركة
- المهارات والتطوير في الرسوم المتحركة
- مواضيع متقدمة في المؤثرات البصرية
- ألواح القصة المتقدمة
- الشخصيات المتقدمة ثلاثية الأبعاد
- الهيكلة المتقدمة ثلاثية الأبعاد
- كتابة السيناريو المتقدم
- الوسائط المتعددة والتكنولوجيا
- مواضيع متقدمة في الوسائط المتعددة
- إدارة بيانات الوسائط المتعددة
- أمن الوسائط المتعددة
- الوسائط المتعددة والذكاء الاصطناعي
- الدعاية في العصر الرقمي
- التصميم التعليمي والترفيه
- طرق التصميم البحثي
- التصميم الإداري والريادة والابتكار
- الابتكار في التصميم
- الرؤية الحاسوبية
- البصمات الحيوية
- تفاعل الانسان والحاسوب
- البيانات المرئية
- الرسم الحاسوبي المتقدم
- تاريخ الفنون والثقافة البصرية
- دراسات متقدمة في الجماليات
- الفنون المعاصرة والفن المفاهيمي
- التحليل البنائي للصورة المتحركة والثابتة
- مقدمة للنقد الفني
- الاعلام الجديد، البحث والابتكار
- الاعلام الجديد، البحث والابتكار
- علم الاجتماع وعلم النفس للفنون
- مهارات فنية
- تدريب في الاعلام والتصميم
- أستوديوهات تسجيل الحركة المتقدمة
- الدراسات الوثائقية
- الفنون والحرف في الأفلام
- اساسيات كتابة السيناريو
- معارض الأفلام الإدارة والتعليم
- الأفلام الرقمية والثقافة
- مواضيع خاصة – التطوير المتقدم
- تصميم الصوتيات بعد الإنتاج

## وصلات خارجية
- الموقع الرسمي